# Måskejaure (Gällivare socken, Lappland)
Måskejaure är en sjö i Gällivare kommun i Lappland och ingår i Luleälvens huvudavrinningsområde. Sjön har en area på 2,21 kvadratkilometer och ligger 445 meter över havet. Måskejaure ligger i Sjaunja Natura 2000-område. Sjön avvattnas av vattendraget Sjaunjaätno.

## Delavrinningsområde
Måskejaure ingår i det delavrinningsområde (746032-167969) som SMHI kallar för Utloppet av Måskejaure. Medelhöjden är 458 meter över havet och ytan är 38,13 kvadratkilometer. Räknas de 69 avrinningsområdena uppströms in blir den ackumulerade arean 791,53 kvadratkilometer. Sjaunjaätno som avvattnar avrinningsområdet har biflödesordning 2, vilket innebär att vattnet flödar genom totalt 2 vattendrag innan det når havet efter 240 kilometer. Avrinningsområdet består mestadels av skog (37 procent) och sankmarker (55 procent). Avrinningsområdet har 2,86 kvadratkilometer vattenytor vilket ger det en sjöprocent på 7,5 procent.